# Braat (Rotterdam)
Constructiewerkplaatsen en Machinefabriek Braat NV was een in Rotterdam - met lange tijd een filiaal te Valkenburg - gevestigde onderneming gespecialiseerd in machinebouw en constructiewerk die bestond, met voorloper, van 1909 tot 19.. 

## Geschiedenis
Het bedrijf werd opgericht in 1909 als dochteronderneming van Machinefabriek Braat N.V. in Soerabaja. Het begon als technisch bureau en inkooporganisatie voor het moederbedrijf, met een kleine machinefabriek aan de Doklaan te Rotterdam onder de naam Braat & Co, Maar het Rotterdamse filiaal werd spoedig een zelfstandige onderneming, mede omdat men als niet in Nederland gevestigde onderneming op bepaalde werken niet kon inschrijven. In 1911, 1914 en 1915 (een wisselwerkplaats) volgden forse uitbreidingen, in 1914 werd het een zelfstandige NV met een kapitaal van f 500.000 (waarvan f 150.000 volgestort), onder leiding van J A Karreman (Zonnemaire 1874- Hillegersberg 1942), een zwager van de broers B en J J Braat. Rond 1920 bestond het productieassortiment uit spoorwegmaterieel als spoorwagens en kipkarren naast kruisingen en wissels, smeed-, las- en perswerk en stalen ramen. Het constructiewerk betrof kapconstructies, bruggen, tanks en reservoirs. Ook voor Braat waren de beginjaren twintig slecht. Medio 1923 was het verlies ruim 8,5 ton waarop om nieuw kapitaal aan te trekken het bestaande aandelenkapitaal afgestempeld werd tot 50%. In 1934 werd de naam van de onderneming Constructiewerkplaatsen en Machinefabriek Braat NV., in 1938 vond weer een reorganisatie van de kapitaalvoorziening plaats. Een belangrijk constructiewerk was de bouw van Stadion Feijenoord. Verder waren (telescopische) gashouders een specialiteit.  

### Tweede Wereldoorlog
In 1942 overleed Karreman, hij werd na enkele jaren opgevolgd door H Stekelenburg (sinds 1926 bij het bedrijf) en zijn zoon Ir H G H Karreman.

### Na 1945
Na de oorlog werden de werkzaamheden hervat. In 1948 kwam een montagebureau te Valkenburg (Limburg) tot stand, bestemd voor opdrachten van de mijnbouwbedrijven. Al sinds 1914 leverde Braat aan het mijnbedrijf, nu leverde men mijnapparatuur en -uitrusting als losvloeren, liftkooien, transportinstallaties en schacht uitrustingen. Het moederbedrijf breidde in 1951 uit door de aankoop van het aangrenzende terrein van de fa Deutz. In de jaren vijftig vonden vervolgens volop uitbreidingen en investeringen plaats. Inmiddels was Braat eigenaar van 90% van het aandelenkapitaal van Bijkers Aannemingsbedrijf en was geheel eigenaar van de te Nieuw-Weerdinge gevestigde machinefabriek Werkland. Rond 1960 werkten een 400 personen in Rotterdam, naast 80 tot 100 in de Valkenburgse vestiging. In de jaren zestig kwam Braat als vele in de sector in de problemen en werd in 1968 overgenomen door Nederhorst en vervolgens onderdeel van Nederhorst Staal Constructie waarmee de bedrijfsnaam ook verdween. Eind 1976 werd het nog 400 werknemers tellende bedrijfsonderdeel van Nederhorst overgenomen door een combinatie van Nellen en Grootint. Daarbij verloren 280 van de 380 werknemers hun baan.